# Narcine vermiculatus
Narcine vermiculatus  (лат.) — вид скатов рода нарцин семейства Narcinidae отряда электрических скатов. Это хрящевые рыбы, ведущие донный образ жизни, с крупными, уплощёнными грудными и брюшными плавниками в форме диска, выраженным хвостом и двумя спинными плавниками. Они способны генерировать электрический ток. Обитают в тропических водах центрально-восточной части Тихого океана на глубине до 100 м. Размножаются яйцеживорождением. Максимальная зарегистрированная длина 60 см.

## Таксономия
Впервые вид был научно описан в 1928 году. Голотип представляет собой особь, пойманную у берегов Мексики. Видовое название происходит от слова лат. vermiculus — «червячок». Это третий номинальный вид нарцин, обитающих в восточной части Тихого океана. N. schmidti  рассматривался как младший синоним Narcine vermiculatus.

## Ареал
Narcine vermiculatus обитают в восточно-центральной части Тихого океана от Мексики до Коста-Рики и в юго-западной части Калифорнийского залива. Эти скаты встречаются на мелководье континентального шельфа на глубине до 100 м. Они предпочитают мягкое дно.

## Описание
У этих скатов широкие и закруглённые грудные плавники, образующие удлинённый овальный диск с мягкими дряблыми краями. Грудные плавники перекрывают переднюю часть оснований брюшных плавников. Имеются два спинных плавника примерно одинакового размера и толстый хвост, оканчивающийся хвостовым плавником. Позади мелких глаз имеются брызгальца, которые превышают их по величине; бугорки по их краям отсутствуют. У основания грудных плавников позади глаз сквозь кожу проглядывают электрические парные органы в форме почек, которые тянутся вдоль тела до конца диска. Зубы видны, даже когда рот закрыт. Окраска дорсальной поверхности тела коричневого цвета с многочисленными пересекающимися белыми пятнами и линиями. На хвосте имеются две неровные белые полосы. На каждом спинном плавнике посередине расположено белое пятно. Вентральная поверхность белого цвета. Максимальная зарегистрированная длина 60 см.

## Биология
Narcine vermiculatus являются донными морскими рыбами. Они размножаются яйцеживорождением, эмбрионы вылупляются из яиц в утробе матери и питаются желтком и 
гистотрофом. Самцы и самки достигают половой зрелости при длине 19—20 см. Самый маленькая свободноплавающая особь с еле различимым пупочным шрамом имела в длину  5,4 см. У одного из исследованных экземпляров имелся слабый желточный шрам.

## Взаимодействие с человеком
Эти скаты представляют незначительный интереса для кустарного рыболовства. Иногда они попадаются в качестве прилов при коммерческом промысле креветок методом траления. Пойманных рыб выбрасывают за борт, вероятно, уровень выживаемости среди них низкий. Кроме того, эти скаты страдают от ухудшения условий среды обитания, вызванного антропогенным фактором, в частности многие побережья Мексики приспособлены под фермы для разведения креветок. Международный союз охраны природы присвоил этому виду статус сохранности «Близкий к уязвимому положению».